# Donus
Donus oder Domnus († 11. April 678), Sohn des Römers Mauricius, war vom 2. November 676 bis zu seinem Tode Bischof von Rom und damit Papst.

## Leben
Über Donus’ Handeln als Papst ist kaum etwas bekannt. Laut Liber Pontificalis ließ er den Petersplatz mit weißem Marmor pflastern. Außerdem ließ er diverse bekannte Kirchen und Kapellen renovieren. 
Unter Donus endete ein Schisma, das durch Unabhängigkeitsbestrebungen des Erzbistums von Ravenna mehrere Jahre zuvor begann. Ferner heißt es, dass während seines Pontifikats eine Gruppe syrischer Mönche aufflog, die sich ohne Erlaubnis in einem Kloster bei Rom aufhielten. Donus verjagte sie und übergab das Kloster an Einheimische.
Nach einer Amtszeit von einem Jahr, fünf Monaten und zehn Tagen starb Donus und wurde im Petersdom begraben. Ein Mosaik, das nach seinem Tod in einer Kirche beim Forum Romanum aufgestellt wurde, wurde allerdings zerstört.